# Byzas
Secondo una leggenda greca, Byzas (greco antico Βύζας e greco Βύζαντας; fl. VII secolo a.C.) è stato l'eponimo fondatore di Bisanzio (greco: Βυζάντιον), la città successivamente nota come Costantinopoli e quindi Istanbul.

## Fondazione di Bisanzio
Byzas, figlio del re Nisos (greco Νίσος), era un colonizzatore greco, proveniente dalla città dorica di Megara, che consultò l'oracolo di Apollo a Delfi. L'oracolo istruì Byzas di stabilirsi di fronte alla "terra dei ciechi". Guidando un gruppo di coloni megaresi, Byzas trovò un luogo in cui il Corno d'Oro, un grande porto naturale, incontrava il Bosforo e sfociava nel Mar di Marmara, di fronte a Calcedonia (moderna Kadıköy). Stabilì quindi che i Calcedoni dovevano essere ciechi per non riconoscere i vantaggi del suolo del lato europeo rispetto a quello asiatico. Sul lato europeo (a punta del Serraglio) c'erano solo due insediamenti di pescatori: Lygos e Semistra. Nel 667 a.C. Byzas fondò Bisanzio proprio in quel luogo, compiendo così il vaticinio dell'oracolo.

## Figlio di Poseidone
Nella mitologia greca, Byzas (o Biza) era figlio di Poseidone e Ceroessa figlia di Ino.
Giove s'innamorò di Io, la figlia di Inaco, re di Argo e dio del fiume Argos. Giove trasformò temporaneamente la sua amante in una giovenca per proteggerla dall'ira di sua moglie Giunone. Nei suoi vagabondaggi, Io attraversò il Bosforo, dando allo stretto il suo nome (βοός πόρος - boos poros, che in greco significa guado della mucca). Dopo riassumendo la sembianza originale, diede alla luce una bambina, Ceroessa.
Ceroessa, in seguito, diede alla luce un figlio di Poseidone, fratello maggiore di Giove e signore di tutte le acque dalle Colonne d'Ercole all'Ellesponto. Questo figlio, Byzas il megarese, nel tempo divenne il fondatore di Bisanzio e chiamò il Corno d'Oro (greco Χρυσοκέρας (Khrysokeras o Chrysoceras)) in onore di sua madre. Alcune fonti dicono che Byzas venne portato dalla naiade Byzia e sposò Phidaleia, figlia di re Barbyzos.